# El Niño (Def Squad)
El Niño è il primo album del gruppo musicale hip hop statunitense Def Squad, pubblicato nel 1998 dalla Def Jam.
Il disco, distribuito nei mercati di Stati Uniti, Canada ed Europa, raggiunge il secondo posto nella Billboard 200.
| Recensione | Giudizio |
| ---------- | -------- |
| AllMusic   | [ 1 ]    |

## Tracce
Musiche di Erick Sermon (tracce 2-5, 7-8, 10, 12-14 e 16), Redman (tracce 1, 6, 9, 11 e 15).
1. Shower (Intro) – 1:38
2. Check N' Me Out – 3:54
3. Countdown (featuring Jamal & PMD) – 3:57
4. Full Cooperation – 3:48
5. Ride Wit' Us (featuring Too Short) – 3:38
6. Lay 'Em Down (Skit) – 1:06
7. Rhymin' Wit' Biz (featuring Biz Markie) – 3:42
8. The Game (Freestyle) – 2:40
9. World Announcement (Skit) – 1:28
10. Can U Dig It? – 3:16
11. You Do, I Do – 4:07
12. Ya'll Niggas Ain't Ready – 2:43
13. Say Word! – 3:38
14. No Guest List – 3:27
15. Babies Father Committee (Skit) – 0:55
16. Def Squad Delite – 6:45

## Classifiche

### Classifiche settimanali
| Classifica (1998)         | Posizione massima |
| ------------------------- | ----------------- |
| Stati Uniti               | 2                 |
| US Top R&B/Hip-Hop Albums | 1                 |

### Classifiche di fine anno
| Classifica (1998)         | Posizione massima |
| ------------------------- | ----------------- |
| Stati Uniti               | 186               |
| US Top R&B/Hip-Hop Albums | 58                |